# Die Fälscher
Die Fälscher ist ein österreichisch-deutscher Spielfilm. Der vom Regisseur und Drehbuchautor Stefan Ruzowitzky inszenierte Film basiert auf einem realen Geschehen und handelt vom größten Geldfälschungsprogramm der Nationalsozialisten während des Zweiten Weltkriegs, der Aktion Bernhard. Das Drehbuch basiert auf dem Buch Des Teufels Werkstatt. Im Fälscherkommando des KZ-Sachsenhausen von Adolf Burger (1989).
Die Uraufführung des Films fand auf der Berlinale 2007 statt. Kinostart in Deutschland war am 22. März 2007, in Österreich tags darauf. Im Februar 2008 gewann der Film den Oscar in der Kategorie Bester fremdsprachiger Film – es war der erste Oscar für einen österreichischen Beitrag überhaupt. Der Film wurde in Deutschland am 1. Oktober 2007 als DVD veröffentlicht und in Österreich am 10. Oktober 2008 als Nummer 101 der Edition Der österreichische Film. Im deutschen Free-TV war Die Fälscher erstmals am 28. Januar 2009 im ZDF zu sehen.

## Handlung

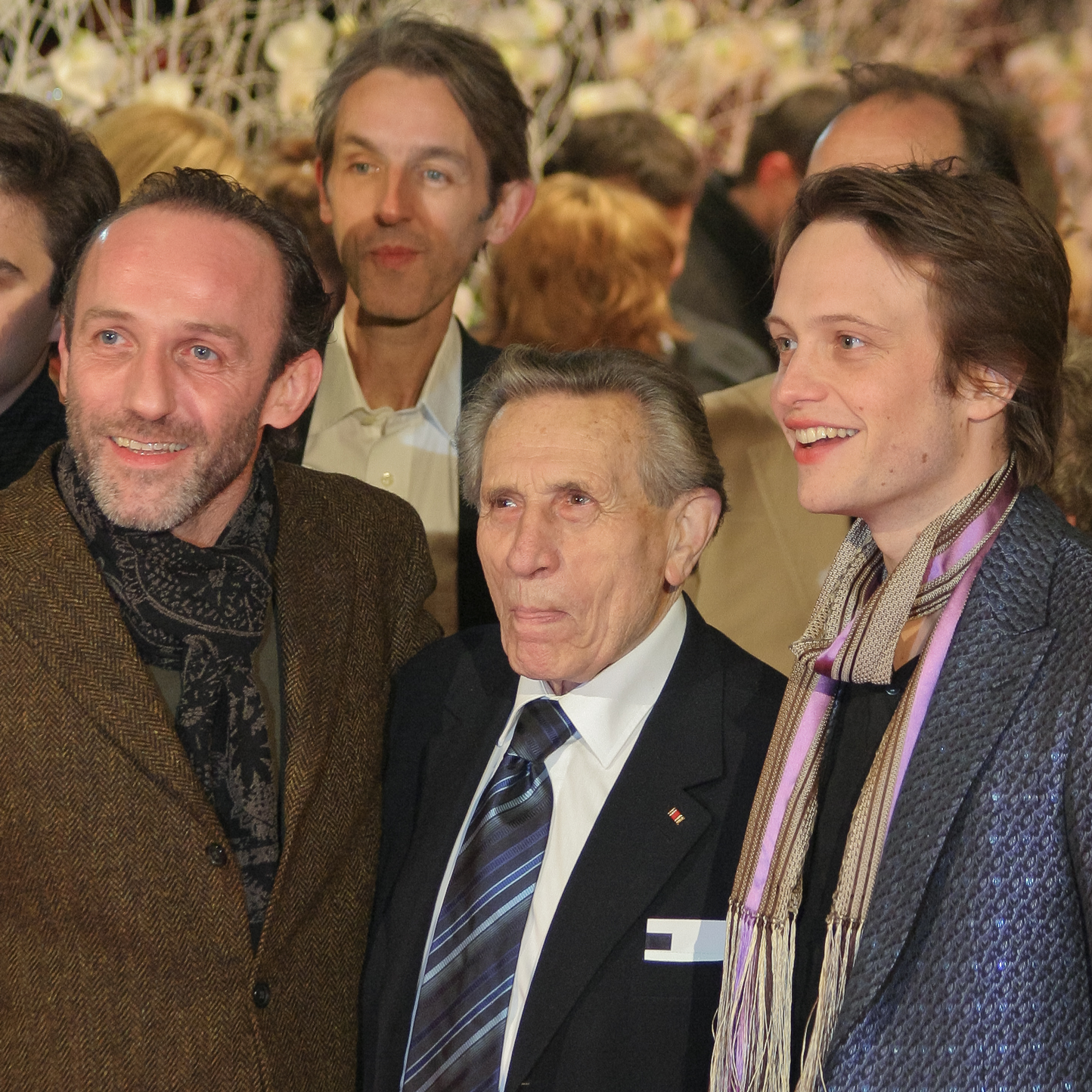
Karl Markovics, Andreas Schmidt, Adolf Burger und August Diehl bei der Erstaufführung des Films auf der Berlinale 2007

Ein heruntergekommener Mann will ein Zimmer in einem Luxushotel in Monte-Carlo mieten. Auf Nachfrage des skeptischen Portiers zieht er aus einer Tasche ein dickes Geldbündel mit Dollarnoten. Später lässt sich der Mann neu einkleiden und rasieren und besucht das Casino. Er lernt dort eine Frau kennen und verbringt mit ihr die Nacht. Mit Schrecken stellt die Frau am Unterarm des Mannes eine tätowierte Nummer fest, die ihn als Überlebenden eines Konzentrationslagers verrät.
Es folgt eine Rückblende: Im Berlin des Jahres 1936 ist Salomon Sorowitsch eine Figur der Halb- und Unterwelt. Mit dem Fälschen von Ausweisen, Dokumenten und Geld verdient er seinen Lebensunterhalt. Schließlich wird er von dem Berliner Kriminalbeamten Herzog verhaftet und kommt ins Konzentrationslager Mauthausen. Dort nutzt er sein Können als Maler, um bei der Lagerführung der SS Vergünstigungen für sich herauszuschlagen. Fünf Jahre später wird er ins KZ Sachsenhausen überstellt. Auf der Reise in einem Viehwaggon lernt er den sowjetischen Häftling Kolja kennen und teilt seine Essensration mit ihm. In Sachsenhausen werden Sorowitsch, Kolja und ein paar andere Häftlinge gesondert in einer Halle empfangen. Es begrüßt sie der ehemalige Kriminalbeamte Herzog, der nun im Rang eines SS-Sturmbannführers die „Aktion Bernhard“ leitet: Ihr Ziel ist die Fälschung ausländischer Sorten (Banknoten) im großen Stil. Die Häftlinge wurden offenbar aufgrund ihrer Fertigkeiten für die Geheimoperation ausgewählt.
Relativ privilegiert dürfen die als Fälscher arbeitenden Häftlinge in einem abgesonderten Bereich des Konzentrationslagers arbeiten und leben. Sie werden besser versorgt und dürfen einmal pro Woche duschen. Dennoch werden auch sie schikaniert und permanent mit dem Tode bedroht. Sollten sie die Aufträge nicht erfüllen, ist ihr Ende nah. Zunächst müssen britische Pfund-Noten gefälscht werden. Lange scheitert dies am Papier. Sorowitsch kommt auf eine Idee, wie das Originalpapier besser imitiert werden kann. Ein deutscher Agent reist daraufhin nach Zürich und lässt die gefälschten Noten in einer Bank prüfen. Diese kann keine Fälschung erkennen. Ebenso lässt er von der Bank of England die Echtheit der Blüten überprüfen. Herzog ist begeistert von Sorowitsch und den anderen Fälschern, schmeichelt ihnen und versorgt sie gelegentlich mit Zigaretten. Zur Belohnung erhalten sie zudem eine Tischtennisplatte. Ist Herzog abwesend, führt dessen Stellvertreter SS-Hauptscharführer Holst hingegen ein Willkürregime, prügelt und tötet gelegentlich Mitgefangene.
Der nächste Auftrag ist die Fälschung von US-Dollar-Noten. Dies will über Monate hinweg nicht gelingen. Der anfangs joviale Herzog erhöht nun den Druck. Seine Karriere steht auf dem Spiel und aus Berlin wird er aufgefordert, endlich die falschen Dollar-Noten zu liefern. Schließlich keimt der Verdacht auf, jemand unter den Fälschern sabotiere das Projekt. Einer der Häftlinge, der Kommunist Burger, gibt dies seinen Mitgefangenen gegenüber auch zu. Er ist dagegen, das Dritte Reich mit Falschgeld zu versorgen, was den Krieg nur verlängern würde. Der Druck auf Burger wächst, als Herzog fünf Häftlinge aussucht, die sterben müssen, sollte die Fälschung der Dollar-Noten nicht binnen vier Wochen gelingen. Im letzten Moment meldet Sorowitsch, dass die Fälschung erfolgreich war. Herzog ist begeistert, zugleich weiß er schon, dass das Kriegsende nahe ist. Plötzlich gibt er sich gegenüber Sorowitsch als ehemaliger Kommunist zu erkennen und meint, nun gelte es, sich der Zukunft zu widmen. Von Sorowitsch lässt er sich mit Schweizer Papieren ausstatten. Schließlich rücken die Alliierten näher, und die Wachmannschaft flieht. Sorowitsch lässt Herzog entkommen, nimmt aber dafür dessen „Privatvorrat“ an Dollarblüten an sich. Die Fälscher sehen sich mit den anderen, nicht privilegierten Häftlingen des KZ konfrontiert: ausgehungerte Gestalten, die sich bewaffnet haben. Sie halten die normal genährten Fälscher zunächst für Angehörige der SS. Doch Tätowierungen an den Armen einiger Fälscher beweisen, dass sie in Auschwitz gefangen waren.
Zurück in Monte Carlo sitzt Sorowitsch wieder am Kartentisch. Man sieht seine Karten, vier Asse. Trotz seines sicheren Sieges legt er die Karten weg und steht auf. Daraufhin nimmt er sein ganzes Geld aus seinem Safe, geht zurück ins Casino und begibt sich an den Roulette-Tisch. Dort setzt er sein ganzes Vermögen wahllos, bis er am Ende noch einen Chip übrig hat, den er dem Croupier für den Tronc übergibt. In der Schlussszene sitzt er mit der Frau vom Anfang des Filmes auf einer Bank am Strand, sie sagt bedauernd: „Das viele Geld!“ In der letzten Einstellung tanzen sie im Morgengrauen am Strand, sie wiederholt: „Das viele Geld!“ Sorowitsch antwortet: „Wir können ja neues machen.“

## Hintergrund
Der Film basiert auf den Erinnerungen Adolf Burgers zur realen Geschichte der größten Geldfälschungsaktion der Nationalsozialisten während des Zweiten Weltkrieges, die unter dem Decknamen „Aktion Bernhard“ durchgeführt wurde. Gegen Kriegsende wurden die Geräte und Materialien zur Geldfälschung sowie Kisten mit Falschgeld im österreichischen Toplitzsee versenkt und erst Jahre später wiedergefunden. Befragt danach, ob er ein spezielles Interesse am Nationalsozialismus habe, meinte der Regisseur und Drehbuchautor Stefan Ruzowitzky mit Hinblick auf sein Heimatland Österreich: „Wenn man in einem Land lebt, wo die rechtspopulistischen Parteien FPÖ und BZÖ mit ihrer unerträglichen ideologischen Nähe zu nationalsozialistischem Denken konstant um die 20 % der Wähler gewinnen und genauso unerträglicherweise sogar an der Regierung beteiligt wurden, hat man schon mal das dringende Bedürfnis, sich mit so einem Thema auseinanderzusetzen.“
Die Namen der dargestellten historischen Personen außer dem Adolf Burgers wurden für den Film geändert, da die meisten bereits verstorben waren und somit nicht mehr um ihr Einverständnis gebeten werden konnten. Die Hauptrolle Salomon Sorowitsch basiert auf dem russischen Künstler Salomon Smolianoff, der während der Revolutionswirren 1917 aus Russland nach Berlin geflohen war und dort begonnen hatte, britische Pfundnoten zu fälschen, da er von seinen Einnahmen als Künstler allein nicht überleben konnte. Er war 1936 verhaftet und zu vier Jahren Zuchthaus verurteilt worden, nach deren Verbüßung er ins Konzentrationslager Mauthausen kam. Die Rolle des SS-Sturmbannführers Friedrich Herzog basiert auf Bernhard Krüger, dem ehemaligen Leiter der Geldfälscherbekämpfung.
Der Schauspieler August Diehl bereitete sich durch lange Gespräche mit Adolf Burger auf seine Rolle vor. In der TV-Sendung „Gero von Boehm begegnet …“ erzählte er, dass ihm der Zugang zur Rolle des Opfers schwerer fiel als die des SS-Mitglieds in Der neunte Tag. „Das Gefühl von Macht und Machtausübung und sich selber groß fühlen und in einem System zu dienen, wo man was zu sagen hat, das kenne ich mehr, sag ich mal, als ein Opfer in einem KZ zu sein.“

## Produktion
Der Film ist eine Koproduktion der Wiener Aichholzer Film mit der deutschen Magnolia Filmproduktion und Studio Babelsberg Motion Pictures.
Die Produktionskosten betrugen je nach Angabe zwischen 3,5 und 4,2 Millionen Euro.
Der Film wurde zwischen März und Mai 2006 in Wien, Monte Carlo, Brandenburg und Potsdam gedreht. Der überwiegende Teil der Dreharbeiten, vor allem die Aufnahmen in und um die Baracken des Konzentrationslagers, entstanden in Kulissen in den Ateliers und Außenbereichen von Studio Babelsberg.
Der Film ist im Verleih von Universum Film (Deutschland) und Filmladen (Österreich) und wird international von Beta Cinema vertrieben, derjenigen Produktionsfirma, die bereits den Oscar-prämierten Film Das Leben der Anderen vertrieben hat.
Ursprünglich sollte der Film Der Fälscher heißen. In den ersten Förderentscheiden des Österreichischen Filminstituts vom 25. Mai 2004 (Projektentwicklung/Projektförderung, 31.800 Euro) und vom 24. Mai 2005 (Herstellungsförderung/Projektförderung, kein Förderlimit angegeben) wurde der Film unter diesem Titel und mit Beschreibung auf eine Hauptperson – der Fälscher – angegeben.

### Nationale Zuordnung
Im österreichisch-deutschen Koproduktionsabkommen ist die nationale Zuordnung eines Films an das Land des „Hauptproduzenten“, also jener Produktionsgesellschaft, die für die Mehrheit der Herstellungskosten aufkommt, gebunden. Abweichungen von dieser Zuordnungsregel, etwa zum Zwecke von Festivaleinreichungen, können vertraglich festgelegt werden. Dies ist jedoch genau so wie die exakte Höhe und Aufteilung der Produktionskosten nicht bekannt. Hinzu kommen Filmförderungen aus beiden Ländern sowie von der EU, die eine Aufteilung der tatsächlichen Kosten zusätzlich verwässern. In Interviews mit der deutschen Zeitschrift Stern gaben der Regisseur sowie eine der Produzentinnen der Magnolia Film an, der Film sei je zur Hälfte mit österreichischen und deutschen Geldern finanziert worden und eine nationale Zuordnung daher Ansichtssache. Offizielle Stellen und Filmdatenbanken in Deutschland und Österreich weisen den Film wahlweise als deutsche Produktion mit österreichischer Koproduktion oder umgekehrt aus.

### Förderungen
Für die Produktion und zum Teil auch für den Vertrieb erhielt der Film in den Produktionsländern sowie von der EU zahlreiche Förderungen. Für die Herstellung bekam der Film in Österreich rund 1,74 Millionen Euro. Österreichische Förderer waren das staatliche Filminstitut (526.600 Euro zugesagt, 461.214 ausgezahlt), der Filmfonds der Stadt Wien (468.200 Euro zugesagt, 427.969 ausgezahlt), das Land Oberösterreich (Förderung im mittleren zweistelligen 10.000er-Bereich zugesagt) und das Land Niederösterreich (50.000 Euro zugesagt und ausgezahlt).
Aus Deutschland kamen Förderungen von der Filmförderung Hamburg, dem FilmFinanzierungsFonds Hessen-Invest (Darlehen über 65.000 Euro), dem Medienboard Berlin-Brandenburg (5.000 Euro für die Festivalpräsenz an der Berlinale 2007) sowie der staatlichen FFA (60.000 Euro Verleihförderung). Auch die öffentlich-rechtlichen Fernsehanstalten ORF (im Rahmen des Film-/Fernseh-Abkommens, 696.000 Euro) und ZDF beteiligten sich finanziell.
Die EU förderte den Film im Rahmen ihres MEDIA-Programmes unter anderem mit 407.000 Euro Vertriebsförderung – das entspricht mehr als der Hälfte der gesamten Vertriebsförderung von 710.000 Euro für österreichische Filme im Jahr 2007. Mit diesen Geldern wurde der Vertrieb des Films in den zehn Ländern Dänemark, Finnland, Frankreich, Italien, Norwegen, Polen, Schweden, Spanien, Vereinigtes Königreich und Ungarn gefördert. Insgesamt wurde Die Fälscher mit 655.000 Euro aus dem MEDIA-Programm gefördert.

### Hörfilm
Für Fernsehausstrahlungen erstellte das ZDF 2009 eine Audiodeskription des Films, die 2010 für den deutschen Hörfilmpreis nominiert wurde. Die Bildbeschreibungen werden von Uta Maria Torp gesprochen.

## Rezeption

### Einspielergebnis
Weltweit spielte der Film rund 19 Millionen US-Dollar ein, davon rund 5,5 Millionen Dollar (bei 623.802 Besuchern) in den USA als erfolgreichster Absatzmarkt. Den zweitgrößten Beitrag zum Gesamteinspielergebnis lieferte Spanien mit umgerechnet 3,9 Millionen US-Dollar (434.000 Besucher), gefolgt von Österreich (1,8 Mio. / 190.000 Besucher), Australien (1,4 Mio.), dem Verleihmarkt Großbritannien, Irland und Malta (gemeinsam rund 1,3 Mio.), Mexiko (0,8 Mio.), Deutschland (0,6 Mio.) und Japan (0,5 Mio.).
Der Film wurde in vielen Kinos nach dem Oscar-Gewinn erneut oder erstmals ins Programm aufgenommen. In Österreich verdreifachte Die Fälscher in der Folge seine Besucherzahlen von weniger als 60.000 Besuchern vor März 2008 auf 190.027 Besucher bis Ende August 2008. In Deutschland sahen den Film bisher 84.824 Personen – deutlich weniger als andere österreichisch-deutsche Koproduktionen wie Free Rainer (150.000 Kinobesuche) oder der Dokumentarfilm Am Limit (190.000 Kinobesuche).

### Auszeichnungen
- 2008: Oscar: Bester fremdsprachiger Film[29]
- 2007: Internationales Filmfestival St. Petersburg: Publikumspreis
- 2007: Deutscher Filmpreis: sieben Nominierungen, Devid Striesow Bester Nebendarsteller
- 2007: Semana Internacional de Cine de Valladolid: Karl Markovics Bester Schauspieler[30]
- 2007: Internationales Filmfestival Gent: Großer Preis der Jury als Bester Film[31]
- 2007: Middle East International Film Festival – Abu Dhabi:  Black Pearl für Karl Markovics als Bester Schauspieler.[32]

### Kritiken
- Der Standard, Bert Rebhandl, 23. März 2007:[33] „Ruzowitzky inszeniert sehr effektvoll einen moralischen Zweikampf: Hier der wendige Sorowitsch, da der aufrechte Burger. Auf der anderen Seite die Peiniger: Neben dem dekadenten Herzog ist es Aufseher Holst (Martin Brambach), der es an Sadismus nicht mangeln lässt und der oft wie eine Karikatur aller hässlichen Nazis der Filmgeschichte wirkt. […] Ruzowitzky ist als Regisseur durch neuere Ästhetiken geprägt. Die Fälscher ist vielfach mit Handkamera (Benedict Neuenfels) gedreht, wichtige Szenen sind durch Manipulation des Tons betont, an manchen Stellen könnte man an eine MTV-Version von Schindlers Liste denken, dann auch wieder an Filme wie Gillo Pontecorvos Kapo aus den Fünfziger- und Sechzigerjahren, als man sich über die Darstellung der Konzentrationslager noch keine großen Gedanken machte. Diese Unbekümmertheit ist auch Ruzowitzky eigen. Er orientiert sich mit Die Fälscher an einer altmodischen Form des europäischen Kinos, die eigentlich schon historisch zu sein schien, die aber hier noch einmal mit neuen technischen Finessen auf Vordermann gebracht wird.“

- Frankfurter Allgemeine Zeitung, 22. März 2007:[34] „So einladend aberwitzig der Plot klingt, so konventionell sieht der Film aus: entsättigte Farben, karge Lagerräume und ein Personal, das kaum je über die grobe Typisierung hinauskommt. Stefan Ruzowitzky tut zu wenig, um dem spektakulären Stoff eine spannende Form zu geben. Nach einer Stunde hat der Film seinen Spannungsbogen verloren.“

- Die Zeit, Susanne Schmetkamp, 22. März 2007:[34] „Eine sehr direkte Erzählweise und eine durch die agile Handkamera von Benedict Neuenfels erzeugte Ästhetik der Gegenwärtigkeit ziehen den Zuschauer in das Geschehen, ohne dass je die Grenze zum Betroffenheitskino überschritten würde. Und dass sich die Konflikte in den Gesichtern und an der Körpersprache ablesen lassen, ist nicht nur dem Schauspiel, sondern eben auch dieser hochaufmerksamen Kamera zu verdanken. Sie fängt die kleinsten Details ein.“

- Lexikon des Internationalen Films:[35] „Ein kammerspielartig inszeniertes, darstellerisch hervorragendes Drama nach historisch verbürgten Ereignissen, das den Gewissenskonflikt seiner Protagonisten ins Zentrum der Handlung stellt, sich selbst jedoch einer eindeutigen Parteinahme enthält.“

- kino.de:[36] „Auf einer wahren Begebenheit fußt Stefan Ruzowitzkys („Anatomie“) packendes Drama, das einerseits die klaustrophobische Enge der Locations nutzt, um Spannung zu erzeugen, andererseits aber ernsthaft elementaren moralischen Fragen auf den Grund geht. Mit Karl Markovics und August Diehl hochkarätig besetzt, mag „Die Fälscher“ zwar eine Geschichte aus der Vergangenheit erzählen, das Thema ist jedoch höchst aktuell und brisant.“